# Francesc Xavier Julià i Fontané
Francesc Xavier Julià i Fontané (Sant Gregori, 11 de juliol de 1961) és un exfutbolista català, que ocupa la posició de davanter.

## Trajectòria
Debuta a primera divisió a la campanya 81/82, tot jugant un encontre amb el Reial Madrid. No hi reapareix a la màxima categoria fins a la 88/89, ara amb el Reial Oviedo, que aconsegueix l'ascens. Abans, a Segona Divisió, havia estat un dels davanters de referència dels asturians, aconseguint fins a nou gols a la temporada d'eixe ascens.
A la màxima divisió, però, el català perd la condició de titular a l'Oviedo, apareixent cada vegada menys fins a jugar 18 partits, tots des de la banqueta, la temporada 90/91. A l'any següent hi milita al Palamós CF, de Segona Divisió.
En total, va sumar 152 partits i 25 gols entre Primera i Segona Divisió.